# Altes Museum
Altes Museum (slovensko: Stari muzej) je zaščitena stavba na Muzejskem otoku v zgodovinskem središču Berlina v Nemčiji. Zgrajena med letoma 1825 in 1830 po naročilu pruskega kralja Friderika Viljema III. po načrtih Karla Friedricha Schinkla velja za glavno delo nemške neoklasicistične arhitekture. Obkrožajo jo Berlinska stolnica na vzhodu, Berlinska palača na jugu in orožarna na zahodu. Trenutno Altes Museum hrani Antikensammlung in dele Münzkabinett - zbirke kovancev. Kot del kompleksa Muzejskega otoka je bil Altes Museum leta 1999 uvrščen na Unescov seznam svetovne dediščine kot priznanje njegovemu pričevanju o razvoju muzeja kot družbenega in arhitekturnega fenomena.

## Zgodovina

### Načrtovanje in lokacija
V začetku 19. stoletja je nemška buržoazija postajala vse bolj samozavedna in samozavestna. Ta rastoči razred je začel sprejemati nove ideje o odnosu med njim in umetnostjo, koncepti, da mora biti umetnost odprta za javnost in da morajo državljani imeti dostop do celovite kulturne izobrazbe, so začeli prevladovati v družbi. Pruski kralj Friderik Viljem III. je bil močan zagovornik tega Humboldtovega ideala za izobraževanje in je Karla Friedricha Schinkla zadolžil za načrtovanje javnega muzeja za kraljevo umetniško zbirko.

#### Schinklovi načrti
Na Schinklove načrte za Königliches Museum, kot je bil takrat znan, so vplivali tudi osnutki prestolonaslednika, bodočega kralja Friderika Viljema IV., ki je želel stavbo, na katero je močno vplivala klasična antika. Prestolonaslednik je Schinklu poslal celo skico s svinčnikom velike dvorane, ki jo krasi klasični portik.
Schinklovi načrti so Königliches Museum vključili v sklop stavb, ki obdajajo Berliner Lustgarten (vrt za zabavo). Stadtschloss - Berlinska palača - na jugu je bil simbol posvetne moči, Zeughaus - arzenal - na zahodu je predstavljal vojaško moč, Berliner Dom - Berlinska stolnica - na vzhodu pa je bila utelešenjbožanske avtoritete. Muzej severno od parka, ki naj bi skrbel za izobraževanje ljudi, je bil simbol znanosti in umetnosti – in ne nazadnje za njunega baklonosca: samozavednega meščanstva. Za pročelje, ki gleda na Lustgarten, bi preprosta dvorana s stebri v velikem slogu in sorazmerna s pomembnostjo lokacije zagotovo dala značaj stavbi. Razporeditev osemnajstih jonskih stebrov je izvedel Lustgarten. Portik je bil zasnovan s funkcijo, da bi muzejska stavba dobila zunanjost, primerno lokaciji, v kateri bi lahko postavili spomenike.
Schinkel je razvil načrte za Königliches Museum že leta 1822/23, vendar se je gradnja začela šele leta 1825. Gradnja je bila dokončana leta 1828, muzej pa je bil slovesno odprt 3. avgusta 1830. Schinkel je bil odgovoren tudi za prenovo stolnice, prvotno baročne stavbe, v neoklasicističnem slogu in je močno vplival na prenovo Lustgarten, ki jo je izvedel Peter Joseph Lenné, in je sovpadala z gradnjo muzeja, kar je povzročilo usklajeno in celostno zasedbo.

#### Muzejski otok
Leta 1841 je kralj Friderik Viljem IV. Pruski s kraljevim dekretom razglasil, da se celoten severni del otoka reke Spree (danes znan kot Muzejski otok) »preoblikuje v svetišče umetnosti in znanosti«. Leta 1845, ko so zgradili Neues Museum (Novi muzej), se je Königliches Museum preimenoval v Altes Museum ('Stari'), ime pa ima še danes.
Z dokončanjem Neues Museum Friedricha Augusta Stülerja leta 1855 je Muzejski otok začel dobivati obliko. Temu je sledila Nationalgalerie (zdaj Alte Nationalgalerie) Johanna Heinricha Stracka (1876), Kaiser-Friedrichov muzej (zdaj Bodejev muzej) Ernsta von Ihneja po načrtih Stülerja (1904) in Pergamonski muzej Alfreda Messela in Ludwiga Hoffmanna (1930). Tako se je Muzejski otok razvil v institucijo, kakršna je danes.
Julius Carl Raschdorff je v letih 1894–1905 s prenovo stolnice v neorenesančno stavbo (ki je zamenjala klasično stolnico, ki jo je zasnoval Schinkel) močno porušil klasično celoto, zlasti ker ima nova stolnica bistveno večje dimenzije kot njena predhodnica.

#### Vsebina muzeja
Kraljevsko imenovana komisija, ki je bila odgovorna za zasnovo muzeja, se je odločila, da bo v predlagani stavbi prikazala samo »visoko umetnost«, ki je vključevala slike in grafike ter risbe starih mojstrov v zgornjem nadstropju ter klasično kiparstvo iz stare Grčije in Rim v pritličju. To je preprečilo vključitev etnografije, prazgodovine in izkopanih zakladov starodavnega Bližnjega vzhoda iz Asirije, Perzije in drugod); namesto tega so bili ti artefakti v glavnem nameščeni v Schloss Monbijou.

### 20. stoletje
V času nacizma je bil Altes Museum uporabljen kot ozadje za propagando, tako v samem muzeju kot na paradnih površinah prenovljenega Lustgartna. Proti koncu druge svetovne vojne je bila stavba močno poškodovana, ko je pred njo eksplodirala cisterna, freske Schinkla in Petra Corneliusa, ki so krasile preddverje in zadnjo steno portika, pa so bile v veliki meri izgubljene.
Pod generalnim direktorjem Ludwigom Justijem je bila stavba prvi muzej Muzejskega otoka, ki je bil deležen rekonstrukcije in restavriranja, ki sta jo od leta 1951 do 1966 izvedla Hans Erich Bogatzky in Theodor Voissen. Po Schinklovih načrtih so leta 1982 restavrirali stenske poslikave rotunde. Rekonstruirali pa niso niti okrašenih stropov pritličnih razstavnih prostorov niti parov stebrov pod nosilci. Tudi nekdanja povezava z Neues Museum ni bila obnovljena; namesto tega je v okviru prenove Muzejskega otoka 2015 načrtovan podzemni prehod, ki bo povezoval vse muzeje Muzejskega otoka.[5]

## Galerija
- Mozaik Kentaver
- Nilski mozaik

## Zbirka starin
Altes Museum je bil prvotno zgrajen za hrambo vseh mestnih zbirk likovnih umetnosti, vključno s slikami starih mojstrov ter grafikami in risbami. Vendar pa je od leta 1904 muzej hranil samo Antikensammlung (zbirko klasičnih starin). Od leta 1998 je zbirka klasičnih starin prikazala svojo grško zbirko, vključno z zakladnico, v pritličju starega muzeja.[4] Posebne razstave so na ogled v drugem nadstropju muzeja.